# Dvärghäxört
Dvärghäxört (Circaea alpina) är en liten tunnbladig, skuggälskande ört. Utbredningen i Sverige är ganska begränsad, men på myllrik jord i lövskogar och lundar kan de förekomma ymnigt. De avviker från dunörterna (Epilobium) genom endast fyra kretsar i blomman, var och en med endast två blad. Frukten blir enfröig och nötlik. Vid mognaden lossnar dess skaft genom en ledgång från huvudaxeln, och såsom epizoiskt spridningsmedel är fruktväggen besatt med krökt borst. Effekten av detta är att dvärghäxörterna kan växa i vidsträckta bestånd i skogsinteriörerna.
Dvärghäxört har korsat sig med stor häxört (Cicaea lutetiana), vilket resulterat i hybriden mellanhäxört (Circaea ×intermedia).